# 爱尔兰民族解放军
爱尔兰民族解放军（缩写为INLA）是爱尔兰的一个共和派社会主义准军事团体。该组织形成于1974年12月北爱尔兰问题达到尖锐状态的时候，不少创始成员是原正式爱尔兰共和军的成员。该组织曾长期致力于通过武装斗争推动北爱尔兰脱离英国。1998年，该组织开始逐步停火。2009年，该组织正式宣布结束武装活动，并开始销毁其装备的武器，2010年2月正式完成。
该组织的意识形态是爱尔兰共和主义、左翼民族主义和马克思列宁主义。该组织与爱尔兰共和社会党关系密切。